# Нусах итальянских евреев
Нусах италья́нских евре́ев (ивр. נוסח איטליה‎, но́сах ита́лиа — «канон Италии» или נוסח איטליאני‎, но́сах италья́ни — «канон итальянца») — распорядок молитв, используемый итальянскими евреями, представляющими собой отдельную субэтническую группу евреев, не относящуюся ни к ашкеназам, ни к сефардам. Известен также под названиями «Обычай сыновей Рима» (מנהג בני רומי‎, минха́г бне ро́ми) и «Обычай иноязычных» (מנהג לועזים‎), древнее название, отражающее факт использования евреями древнеримской общины местного языка в качестве разговорного, сначала — латыни, а затем — итальянского).

## История
История евреев на Апеннинском полуострове прослеживается до II века до н. э., то есть до эпохи Второго Храма. Традиционный обряд итальянских евреев — сходен с обрядом евреев-романиотов Греции и до недавнего времени считался основанным на древних обычаях евреев Палестины. Однако, исследование документов каирской генизы показало, что палестинское влияние на итальянский обряд не настолько обширно, и что этот обряд, как и другие молитвенные каноны евреев, основан на вавилонском обычае. Авраам бен Давид из Поскьера упоминал о прибытии посланцев вавилонской общины в Бари в конце X века; с этого времени в итальянском нусахе укрепились обычаи вавилонских гаонов.
Начиная со Средневековья в северную Италию активно переселялись евреи-ашкеназы, а в южную — сефарды (особенно много сефардов приехало из Ливии в 60-е годы XX века). И те, и другие приносили с собой свои молитвенные каноны, но, тем не менее, древний итальянский канон сохранился в отдельных общинах, в городах Анкона, Болонья, Милан, Модена, Падуя, Рим, Турин. В 1485 году первым печатным еврейским молитвенником стал молитвенник именно итальянского канона, он был издан в ломбардском городе Сончино.
За границей Италии итальянский канон — распространён очень мало. До Второй мировой войны существовали итальянские общины в Греции. В настоящее время итальянский нусах используют небольшие общины в Иерусалиме и Нетании.

## Отличительные черты
- Хаззан читает большинство молитв вслух от начала до конца.
- При возложении тфилин читают отдельные благословения на ручную и головную тфилин.
- Благословения на чтение Шма имеют особую форму для вечера пятницы (то есть в вечерней молитве шаббата).
- Третье благословение молитвы «Амида» и четвёртое благословение в субботней молитве существенно отличаются от других нусахов.
- Кдуша всегда начинается со слов «короной увенчают Тебя».
- В будни свиток Торы возвращается в синагогальный ковчег сразу после чтения Ашрей. 20-й псалом читается не в этом месте, а в Таханун.
- В минхе не читают Алену.
- В Кадише нет упоминания о Машиахе.
- Каббалат шаббат начинается с чтения Песни Песней.
- В шаббат третье благословение Биркат ха-мазон содержит молитву об утешении скорбящих о Сионе.
- Молитва «Кол нидре» читается на иврите.
- Чтение гафтарот существенно отличается от других нусахов. Так, например, «гафтарот утешения», читаемых по субботам после Девятого ава насчитывается только три (в других нусахах — семь).

В современной практике некоторые общины отошли от этих уникальных обычаев в пользу принятых в других нусахах. Например, Кдуша в варианте «короной увенчают Тебя» в будние дни читается только в общинах Иерусалима и Падуи.